# سوريا في الألعاب الآسيوية 2022
تشارك سوريا في النُسخة التاسعة عشرة من دورة الألعاب الآسيوية 2022 التي تقام في مدينة هانغتشو بمقاطعة جيجيانغ في الصين خلال الفترة من 23 سبتمبر (أيلول) وحتى 8 أكتوبر (تشرين الأول) 2023 والتي تأجلت لمدة عام كامل بسبب الإجراءات الصارمة التي اتخذتها الحكومة الصينية للقضاء على جائحة كورونا. يُشارك في هذه النُسخة من البطولة 12417 رياضي يمثلون 45 دولة أسيوية ويتنافسون في 40 رياضة مختلفة.

## الميداليات
ضمنت سوريا أولى ميدالياتها في بطولة دورة الألعاب الأسيوية 2022 في لعبة المُلاكمة بعدما تغلب الملاكم السوري أحمد غصون في دور الستة عشر على منافسه الكوري الجنوبي جينجيا كيم بنتيجة 4-1، ثُم فاز في 1 أكتوبر (تشرين الأول) 2023 على الطاجيكستاني شابوس نيغماتوليف بنتيجة 5-0 في الدور ربع النهائي، وهو ما يؤهله لملاقاة الفيليبيني أومير فيليكس مارسيال في الدور نصف النهائي في منافسات وزن تحت 80 كيلوغرام.

## اللاعبين المُشاركين
تُعد البعثة السورية هي الأقل عددًا بين بعثات الدول المُشاركة في هذه النُسخة من البطولة إذ تُشارك سوريا في منافسات النسخة التاسعة عشرة من بطولة دورة الألعاب الأسيوية ببعثة تكونت من 8 رياضيين فقط يُنافسون في خمسة رياضات فقط هي رفع الأثقال وألعاب القوى والملاكمة والمصارعة والفروسية بينما أعلن الفريق الأولمبي السوري لكرة القدم تحت 23 سنة انسحابه من منافسات اللعبة قبل انطلاق البطولة. كما انسحب الملاكم محمد مليس من مباراته أمام البحريني دانيس لاتيبوف في الأدوار التمهيدية من البطولة بسبب وجود حكم اسرائيلي. وفيما يلي قائمة بأعداد اللاعبين المُشاركين في الألعاب المختلفة، والذين يمثلون سوريا في هذه النُسخة من البطولة:
| رياضة       | رجال | سيدات | المجموع |
| ----------- | ---- | ----- | ------- |
| الملاكمة    | 3    | 0     | 3       |
| ألعاب القوى | 1    | 0     | 1       |
| رفع الأثقال | 1    | 0     | 1       |
| المصارعة    | 1    | 0     | 1       |
| الفروسية    | 2    | 0     | 2       |
| المجموع     | 8    | 0     | 8       |

ويوضح الجدول التالي أسماء اللاعبين السوريين المُشاركين في الألعاب المختلفة خلال النُسخة التاسعة عشرة من دورة الألعاب الأسيوية 2022:
| الرياضيين      | اللعبة      | المنافسات            |
| -------------- | ----------- | -------------------- |
| معن أسعد       | رفع الأثقال | وزن فوق 110 كيلوغرام |
| مجد الدين غزال | ألعاب القوى | وثب عالي             |
| أحمد حمشو      | الفروسية    |                      |
| عمر حمشو       | الفروسية    |                      |
| أحمد غصون      | الملاكمة    | وزن تحت 80 كيلوغرام  |
| محمد مليس      | الملاكمة    |                      |
| عمر صارم       | المصارعة    |                      |
| ينال برازي     | المصارعة    |                      |

## النتائج

### في ألعاب القوى
استطاع اللاعب السوري مجد الدين غزال التأهل إلى الدور النهائيّ من منافسات الوثب العالي في بطولة دورو الألعاب الأسيوية 2022 بعد نجاحه في الوثب بارتفاع 2.10 متر ليحتل المركز التاسع بين اللاعبين الإثني عشر المتأهلين إلى الدور النهائي في منافسات اللعبة.

### في الملاكمة
في منافسات الوزن أقل من 80 كيلوغرام ببطولة دورة الألعاب الأسيوية 2022، تأهل الملاكم السوري أحمد غصون إلى الدور نصف النهائي لكي يواجه الفيليبيني أومير فيليكس مارسيال بعدما تغلب في الدور ربع النهائي على الملاكم الطاجيكستاني شابوس نيغماتوليف بنتيجة 5-0. وكان أحمد غصون قد فاز في دور الستة عشر على منافسه الكوري الجنوبي جينجيا كيم بنتيجة 4-1، وهو ما يضمن له على الأقل الحصول على الميدالية البرونزية، وفي حالة حصوله على الميدالية الفضية أو الذهبية فإنه يضمن المُشاركة في دورة الألعاب الأوليمبية القادمة التي ستقام في باريس عام 2024.

### في رفع الأثقال
تعرض الرباع السوري معن أسعد خلال الأدوار التمهيدية من منافسات رفع الأثقال في بطولة دورة الألعاب الأسيوية 2022، وهو ما منعه من استكمال مُشاركته في البطولة.